# ヨハン・フィッシャー
ヨハン・フィッシャー（Johann Fischer, 1646年 - 1716年）は、ドイツの作曲家、ヴァイオリニスト、鍵盤奏者。

## 生涯
アウクスブルクで都市楽師の息子として生まれ、父とカントルから音楽教育を受けた。1661年からシュトゥットガルトにあるヴュルテンベルク公の宮廷で楽長のザムエル・フリードリヒ・カプリコルヌスに師事した。カプリコルヌスが1665年に死去した後はパリに出て、ルイ14世の宮廷楽長であったジャン＝バティスト・リュリの写譜係を務めた。
1673年にシュトゥットガルトの宮廷楽団に戻ったが、1年後にアウクスブルクのバルフューサー教会の音楽家となり、1677年に退職するまで60近い教会音楽を作曲した。1683年にブランデンブルク＝アンスバッハ辺境伯ヨハン・フリードリヒの宮廷にヴァイオリニスト、教師、作曲家として仕え、1686年には宮廷礼拝堂の楽長に昇進した。しかしフランス趣味のヨハン・フリードリヒが同年に死去すると、宮廷はイタリア趣味に染まり、フィッシャーは解雇された。
1690年からイェルガヴァのクールラント公フリードリヒ・カジミール・ケトラーの宮廷礼拝堂に楽長として仕えたが、1697年に楽団が解散され、その後はリガに居住した。
1702年にメクレンブルク＝シュヴェリーン公の宮廷礼拝堂の楽長となったが、1704年にはコペンハーゲンの宮廷楽団に職を見つけようとして失敗している。その後シュトラールズント、ストックホルム、シュテッティン、バイロイトに住まいを移し、晩年はブランデンブルク＝シュヴェート辺境伯フィリップ・ヴィルヘルムの宮廷楽長となった。

## 作品
作品は器楽曲のほか、フランス語の歌曲やマドリガーレもある。スタイルはリュリの影響を受けたフランス様式で、独創的なメロディーと変化に富む和声とリズムが特徴である。またヴィオラにスコルダトゥーラが要求されることも多い。ヨハン・マッテゾンはフィッシャーの音楽を高く賞賛し、頻繁に演奏されたと記述している。

## 文献
- Moritz Fürstenau (1877). "Fischer, Johann". Allgemeine Deutsche Biographie (ドイツ語). Vol. 7. Leipzig: Duncker & Humblot. p. 73.
- Christiane Engelbrecht: Fischer, Johann. In: Neue Deutsche Biographie (NDB). Band 5, Duncker & Humblot, Berlin 1961, ISBN 3-428-00186-9, S. 189 f. (電子テキスト版).